# Les Productions Lederman
 (février 2020).
Si vous disposez d'ouvrages ou d'articles de référence ou si vous connaissez des sites web de qualité traitant du thème abordé ici, merci de compléter l'article en donnant les références utiles à sa vérifiabilité et en les liant à la section « Notes et références ».
Productions et Éditions Paul Lederman est une société de production d'artistes.

## Histoire
La société de production est créée par le disquaire Paul Lederman. Il débute avec Lucky Blondo et son tube Jolie petite Sheila. Le premier grand succès est Claude François, avec son tube Belles, belles, belles en 1962. Puis d'autres succès suivent, notamment avec Michel Polnareff.

## Artistes produits
- Lucky Blondo
- Claude François
- Thierry Le Luron
- Coluche
- Les Inconnus
- Michel Polnareff
- Le Grand Orchestre du Splendid